# V382 Возничего
V382 Возничего (лат. V382 Aurigae), HD 46703 — двойная звезда в созвездии Возничего на расстоянии (вычисленном из значения параллакса) приблизительно 3665 световых лет (около 1124 парсеков) от Солнца. Видимая звёздная величина звезды — от +9,12m до +9m.

## Характеристики
Первый компонент — жёлто-белый субгигант, пульсирующая полуправильная переменная звезда типа SRD (SRD:) спектрального класса F7IVwe, или F5, или F3I. Масса — около 6,49 солнечной, радиус — около 106,202 солнечных, светимость — около 2450 солнечных. Эффективная температура — около 6250 K.
Второй компонент. Масса — около 2038,67 юпитерианских (1,9461 солнечной). Орбитальный период — около 597,4 суток. Удалён на 2,79 а.е..